# 灵莱本 (基夫霍伊瑟县)
灵莱本（德語：Ringleben，發音：[ˈʁɪŋˌleːbn̩]）是德国图林根州基夫霍伊瑟县曾经的一个市镇，面积15.14平方千米，2017年12月31日人口为828人。2019年1月1日，灵莱本与市镇伊希施泰特并入市镇巴特弗兰肯豪森。